# Közép-Nyírség
A Közép-Nyírség Szabolcs-Szatmár-Bereg vármegye középső részén található, a Nyírségben.

## Fontosabb települések
Baktalórántháza, Balkány, Demecser, Ibrány, Kemecse, Máriapócs, Nagyhalász, Nagykálló, Nyíregyháza, Téglás, Újfehértó